# Sofijiwka (Baschtanka)
Sofijiwka (ukrainisch Софіївка; russisch Софиевка Sofijewka) ist ein Dorf im Norden der ukrainischen Oblast Mykolajiw mit etwa 1200 Einwohnern (2018).

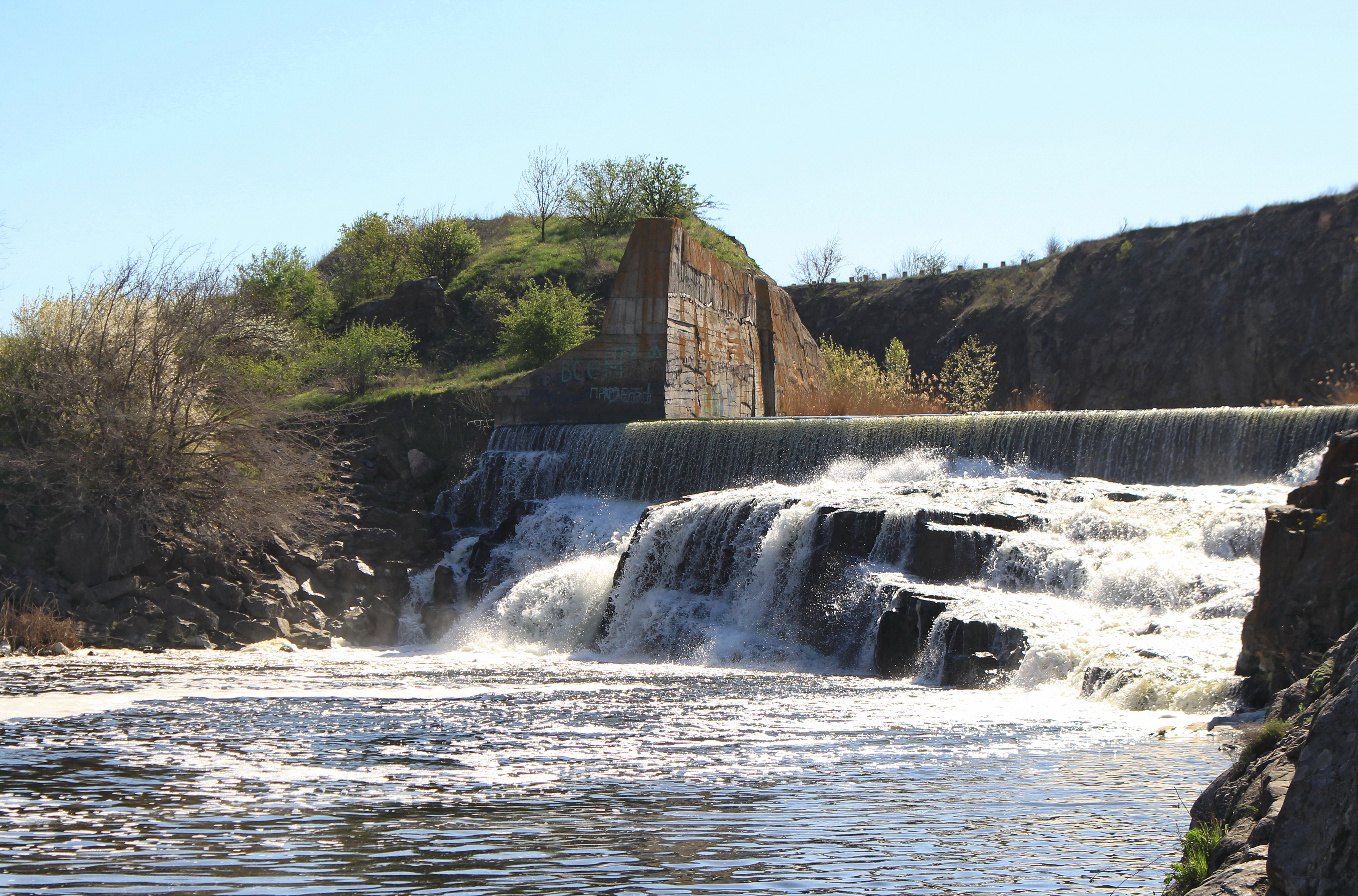
Wasserfälle des Inhul im Landschaftspark Pryinhulsk

Bei dem im 18. Jahrhundert gegründeten Dorf (eine weitere Quelle nennt das Jahr 1809) wurden Siedlungen aus der Jungsteinzeit und der Bronzezeit des 11. Jahrhunderts v. Chr. gefunden.

## Geografische Lage
Die Ortschaft liegt auf einer Höhe von 51 m am Ufer des stromaufwärts vom Dorf zum Sofijiwka-Stausee (Софіївське водосховище) aufgestauten Inhul, einem 354 km langen, linken Nebenfluss des Südlichen Bugs. Sofijiwka befindet sich 12 km westlich vom ehemaligen Rajonzentrum Nowyj Buh und etwa 100 km nördlich vom Oblastzentrum Mykolajiw. Nördlich vom Dorf liegt der 3152,7 Hektar große, regionale Landschaftspark Pryinhulsk (Приінгульський регіональний ландшафтний парк Pryinhulskyj rehionalnyj landschaftnyj park). Durch das Dorf verläuft die Regionalstraße P–55.

## Verwaltungsgliederung
Am 11. April 2018 wurde das Dorf zum Zentrum der neugegründeten Landgemeinde Sofijiwka (ukrainisch Софіївська сільська громада/Sofijiwska silska hromada), zu dieser zählten auch noch die Dörfer Antoniwka, Baratiwka, Hanniwka, Majoriwka, Mala Hanniwka, Nowopetriwka, Uljaniwka, Wiwsjaniwka, Wolodymyriwka und Wolodymyro-Pawliwka sowie die Ansiedlung Schtschaslywe, bis dahin bildete sie zusammen mit den Dörfern Wolodymyriwka, Wolodymyr-Pawliwka und Uljaniwka sowie der Ansiedlung Schtschaslywe die gleichnamige Landratsgemeinde Sofijiwka (Софіївська сільська рада/Sofijiwska silska rada) im Westen des Rajons Nowyj Buh.
Am 12. Juni 2020 kamen noch weitere 13 Dörfer zum Gemeindegebiet.
Am 17. Juli 2020 kam es im Zuge einer großen Rajonsreform zum Anschluss des Rajonsgebietes an den Rajon Baschtanka.
Folgende Orte sind neben dem Hauptort Sofijiwka Teil der Gemeinde:
| Name                     | Name                | Name                                    |
| ukrainisch transkribiert | ukrainisch          | russisch                                |
| ------------------------ | ------------------- | --------------------------------------- |
| Antoniwka                | Антонівка           | Антоновка (Antonowka)                   |
| Baratiwka                | Баратівка           | Баратовка (Baratowka)                   |
| Beresnehuwatske          | Березнегуватське    | Березнеговатское (Beresnegowatskoje)    |
| Hanniwka                 | Ганнівка            | Анновка (Annowka)                       |
| Kamjane                  | Кам’яне             | Каменное (Kamennoje)                    |
| Majoriwka                | Майорівка           | Майоровка (Majorowka)                   |
| Majske                   | Майське             | Майское (Maiskoje)                      |
| Mala Hanniwka            | Мала Ганнівка       | Малая Анновка (Malaja Annowka)          |
| Myroljubiwka             | Миролюбівка         | Миролюбовка (Miroljubowka)              |
| Nowohryhoriwka           | Новогригорівка      | Новогригоровка (Nowogrigorowka)         |
| Nowomykolajiwka          | Новомиколаївка      | Новониколаевка (Nowonikolajewka)        |
| Nowopetriwka             | Новопетрівка        | Новопетровка (Nowopetrowka)             |
| Noworosaniwka            | Новорозанівка       | Новорозановка (Noworosanowka)           |
| Pawliwka                 | Павлівка            | Павловка (Pawlowka)                     |
| Pelahijiwka              | Пелагіївка          | Пелагеевка (Pelagejewka)                |
| Prywilnjanske            | Привільнянське      | Привольнянское (Priwolnjanskoje)        |
| Schtschaslywe            | Щасливе             | Счастливое (Stschastliwoje)             |
| Uljaniwka                | Улянівка            | Ульяновка (Uljanowka)                   |
| Wesselyj Podil           | Веселий Поділ       | Весёлый Подол (Wessjoly Podol)          |
| Wesselyj Podil           | Веселий Поділ       | Весёлый Подол (Wessjoly Podol)          |
| Wiwsjaniwka              | Вівсянівка          | Овсяновка (Owsjanowka)                  |
| Wolodymyriwka            | Володимирівка       | Владимировка (Wladimirowka)             |
| Wolodymyro-Pawliwka      | Володимиро-Павлівка | Владимиро-Павловка (Wladimiro-Pawlowka) |